# Солоны

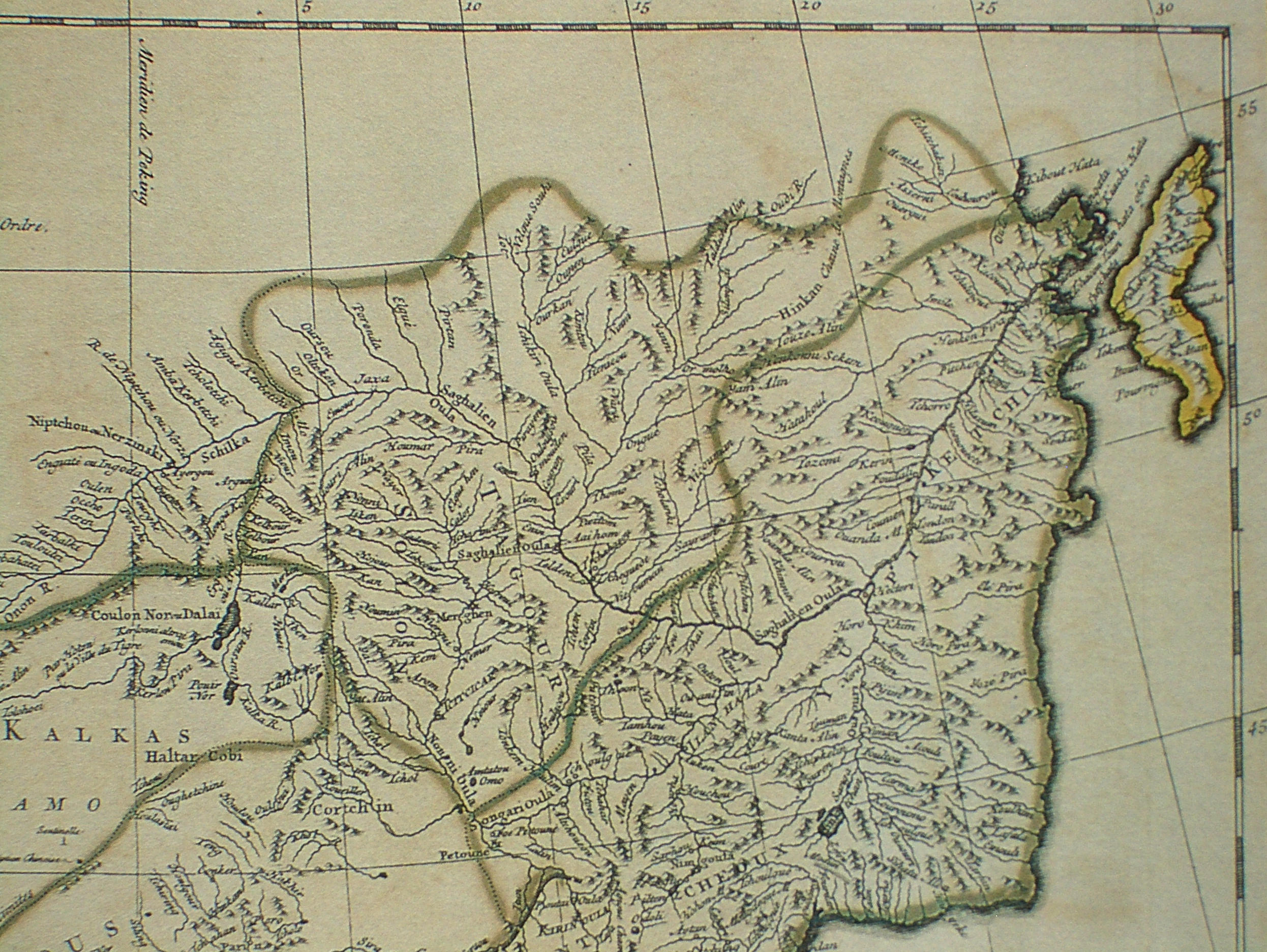
Земли дауров и солонов, показанные на восточном и западном берегах реки Нонни в Маньчжурии, на карте, подготовленной французскими иезуитами в начале XVIII в.

Солоны (кит. трад. 索倫, упр. 索伦, пиньинь Suǒlún) — подгруппа эвенков, проживающие в северо-восточном Китае (Внутренняя Монголия и Хэйлунцзян). В XVIII веке значительная часть солонов был также переселена в Синьцзян, к концу XX века их потомки, как правило, уже не называли себя солонами. Солоны составляют основную часть представителей эвенкийской народности, проживающих в пределах КНР.

## Терминология и классификация
Хотя в России обычно считают, что эвенки живут в российской Сибири, на сопредельной территории Китая они представлены четырьмя этнолингвистическими группами, общая численность которых превосходит численность эвенков в России: 39 534 против 38 396. Эти группы объединены в две официальные национальности, проживающие в Эвенкийском автономном хошуне автономного района Внутренняя Монголия и в соседней провинции Хэйлунцзян (уезд Нэхэ):
- орочоны (буквально «оленеводы», кит. упр. 鄂伦春族, пиньинь Èlúnchūn Zú) — 8196 человек по переписи 2000 года, 44,54 % живёт во Внутренней Монголии, а 51,52 % — в провинции Хэйлунцзян, 1,2 % — в провинции Ляонин. Около половины говорят на орочонском диалекте эвенкийского языка, иногда рассматриваемом как отдельный язык; остальные только по-китайски.
- эвенки (кит. упр. 鄂温克族, пиньинь Èwēnkè Zú) — 30 505 на 2000 год, 88,8 % в Хулун-Буире, в том числе:
  - небольшая группа собственно эвенков — около 400 человек в деревне Аолугуя (уезд Гэньхэ), которых сейчас[уточнить] перемещают в пригород уездного центра; сами себя они называют «йэкэ», китайцы — якутэ (кит. упр. 雅库特, пиньинь Yǎkùtè или кит. упр. 雅库特鄂温克, пиньинь Yǎkùtè Èwēnkè), так как они возводили себя к якутам. Согласно финскому алтаисту Юхе Янхунену[фин.], эта единственная этническая группа в Китае, занимающаяся оленеводством[3];
  - хамниганы — сильно монголизированная группа, которая говорит на монгольских языках — собственно хамниганском и на хамниганском (старо-барагском) диалекте эвенкийского языка. Эти так называемые маньчжурские хамниганы эмигрировали из России в Китай в течение нескольких лет после Октябрьской революции; около 2500 человек живёт в Старобаргутском хошуне;
  - солоны — они вместе с даурами переселились из бассейна реки Зея в 1656 году в бассейн реки Нуньцзян, а затем в 1732 частью отправились дальше на запад, в бассейн реки Хайлар, где позже был образован Эвенкийский автономный хошун с 9733 эвенками. Говорят на солонском диалекте, иногда рассматриваемом как отдельный язык.

Поскольку как хамниганы, так и «якут-эвенки» весьма малочисленны (около 2000 первых и, вероятно, около 200 вторых), подавляющее большинство лиц, приписанных в Китае к эвенкийской национальности, являются солонами. Численность солонов оценивалась в 7200 в 1957 г, 18 000 в 1982, и 25000 в 1990.
Согласно исследованиям Янхунена, несмотря на названия официальных национальностей, принятые в Китае, орочены гораздо ближе по своей культуре к сибирским эвенкам, чем солоны. Солоны, как правило, живут рядом с даурами и ведут сходный образ жизни; большинство солонов говорят не только на солонском диалекте, но и на даурском языке, относящемся к монгольской группе языков.

## История

### Солоны в Синьцзяне
В 1763 г некоторое количество солонов и дауров, входивших в цинскую Восьмизнамённую армию были переселены из Маньчжурии в недавно завоёванный пограничный край на северо-западе страны, впоследствии ставший известным как Синьцзян. Эти солоны стали известны как «онгкор-солоны». Солоны нередко упоминаются в русских документах имеющих дело с этим регионом, особенно относящимся к периоду Дунганского восстания и российской администрации в Илийском крае.
В отличие от своих соседей-сибойцев, которые и в XXI веке продолжают существовать как отдельная национальность, менее многочисленные синьцзянские солоны постепенно ассимилировались в среду сибойцев и дауров. В 1905—1908 годах около сотни солонов насчитывалось в Синьцзяне, а в 1991 в Синьцзяне солонами назвали себя менее 20 человек. В 1990 г во всем СУАР оставался лишь один человек, чьим родным языком был солонский, и ему было 79 лет.